# Alberto Scavarelli
Alberto Scavarelli Escobar (Montevideo, 8 de septiembre de 1949) es un abogado , Dr  en Derecho y Ciencias Sociales y político de reconocida trayectoria nacional e internacional Uruguay. Presidente de la Junta Nacional para las Drogas (1994-2000), presidió  los organismos superiores de Naciones Unidas y la Organización de Estados Americanos (OEA)para el tema  droga ,  reducción de la demanda y oferta y sobre delitos conexos y el crimen organizado. 
Entre 2000 y 2010 se desempeñó como LEGISLADOR NACIONAL dónde presidió la Cámara de Representantes .
Presidió la Comisión de DERECHOS HUMANOS del Parlamento , la Comisión especial sobre pobreza y autor de los proyectos de ley sobre bioética, protección de víctimas y testigos de delitos, de protección y apoyo a los egresados del  instituto de protección del menor, 
Autor de la primera ley en el Uruguay sobre Lavado de Activos procedentes del delito organizado, Co redactor de la primera ley sobre violencia doméstica en Uruguay, entre otras . Integró, en representación del Batllismo,  la Comisión Interpartidaria de Seguridad Pública creada por acuerdo de todos los partidos políticos uruguayos, logrando  establecerse por primera vez, una política pública interpartidaria de Seguridad. Fue corredactor, presidió como alterno y suscribió el documento final aprobado que fijó las bases de la política sobre seguridad pública del país.
En junio de 2014 renunció a todos sus cargos y se desafilió del partido Colorado .
En agosto anunció junto al Dr Tabaré Vázquez su adhesión a la candidatura presidencial de Tabaré Vázquez por el Frente Amplio, quien resultó electo para su Segunda Presidencia de la República.2015 al 2020
En marzo de 2015 a 2020b ejerció la presidencia de la Comisión Nacional de Servicio Civil y la dirección de la función pública del Uruguay como Director de la Oficina Nacional de Servicio Civil en Presidencia de la República, en el segundo gobierno del Dr Tabaré Vázquez entre otras relevantes funciones incluso vinculadas a la prevención de la corrupción. en ese periodo ejerció la representación del Presidente de la República ante Organismos nacionales e internacionales como la OCDE, el CLAD, CUMBRE DE MINISTERIOS DE GOBIERNO EN DUBAI, el organismo sobre  DERECHOS HUMANOS  de ONU Ginebra , entre otros altos cargos internacionales ,  habiendo ejercido por elección de los ministros parte, la Presidencia de varios de esos organismos multilaterales internacionales.

## Actividad política
Luego de haber dedicado una importante parte de su vida en la actividad privada, comienza su actividad política dentro del Partido Colorado en los primeros años de la apertura democrática dentro de la Lista 85 "Libertad y Cambio" liderada por Enrique Tarigo. De la elección interna realizada dentro del Partido Colorado resultó consagrada la fórmula de consenso Julio María Sanguinetti y Enrique Tarigo para ocupar la presidencia y vicepresidencia de la República, respectivamente, fórmula que resultó vencedora en las elecciones de 1984, marcando así el fin de un largo periodo.
A partir de 1986 fue presidente de las industrias Loberas y Pesqueras del Estado (I.L.P.E.) función que desempeñó hasta 1990.
Dentro de su Partido fue coordinador general del Programa de Gobierno de Julio María Sanguinetti entre 1992 y 1995 y coordinador general del Programa de gobierno del vicepresidente de la República en 1998 como así también integrante del Comité Ejecutivo y de la Agrupación de Gobierno del Foro Batllista.
En 1994 junto a otros integrantes del partido relanzó la agrupación política Vanguardia Batllista en el marco del sublema Foro Batllista, agrupación de la que fue secretario general hasta su disolución en 2012. En 1999 fue elegido representante por la Lista 2000 del Partido Colorado como miembro de Vanguardia Batllista.
En 1995 fue elegido senador, cargo que no ejerció por incompatibilidad de funciones en virtud de su designación el 1 de marzo de ese mismo año como Prosecretario (viceministro) de Presidencia durante el mandato de Sanguinetti. 
Como Prosecretario de la Presidencia asumió la presidencia de la Junta Nacional de Drogas. Esta institución fue en ese entonces de un órgano de rango interministerial conductor de la política nacional e internacional del Uruguay en materia de drogas en las áreas de reducción de oferta, reducción de la demanda y relaciones internacionales del país, incluyendo en sus cometidos todo lo relacionado con el tráfico de drogas, como los delitos financieros y lavado de dinero, tráfico de armas y explosivos, tráfico de precursores químicos y materiales relacionados y delincuencia internacional organizada. En el marco de sus responsabilidades institucionales para la lucha contra las drogas fue el redactor de la actual legislación sobre drogas de Uruguay, de octubre de 1998, sancionada como Ley N.º 17.016.
Entre 1995 y 2005 integró, en su carácter de Prosecretario de la Presidencia de la República, el Consejo de Ministros y presidió la Comisión Nacional de Informática del Estado y el Sistema Nacional de Emergencias, órgano interministerial para la prevención y atención de situaciones de emergencia nacional en todos sus aspectos.
En el marco de su actividad como diputado fue primer Vicepresidente de la Cámara de Representantes en 2003 y Presidente de la Comisión de Derechos Humanos del Parlamento de Uruguay por dos periodos legislativos. En las elecciones de 2004 fue elegido Diputado  primer suplente del primer lugar en la lista 2000 del Partido Colorado, con profusa y permanente actividad legislativa y la promoción de importantes proyectos de ley.
En el proceso de renovación y reestructuración interna del partido tras el resultado electoral de 2004 fue nombrado para integrar la Comisión de Reforma de Carta Orgánica del Partido Colorado, además de presidir las comisiones de Derechos Humanos y de Organizaciones Sociales y No Gubernamentales del Uruguay.
Asimismo fue miembro de la comisión parlamentaria de seguridad pública, de la comisión especial de diagnóstico sobre pobreza en el Uruguay, de la comisión parlamentaria interpartidaria de políticas sobre pobreza y marginalidad social y de la comisión parlamentaria de Concertación de Políticas Sociales.
En julio de 2010 asume como Director Consejero en el SODRE.
El 3 de junio de 2014 presenta renuncia a su cargo como Consejero en el SODRE por el partido Colorado como paso previo a su posterior desafiliación a dicha colectividad política. El 10 de junio de 2014 el presidente de la República José Mujica anuncia públicamente que no acepta dicha renuncia confirmando a Scavarelli como Consejero del SODRE.
El 3 de junio de 2014 presenta renuncia a todas sus funciones dentro de órganos partidarios del Partido Colorado y solicita su desafiliación indeclinable.
El 11 de agosto de 2014, se hace pública su adhesión a la candidatura de Tabaré Vázquez a la Presidencia de la República por el Frente Amplio. La presentación se hizo desde el comando de campaña del candidato en el céntrico hotel Four Points con la presencia de la fórmula presidencial integrada por Tabaré Vázquez y Raúl Sendic.
El 1  de marzo de 2015 asume la dirección de la Oficina Nacional de Servicio Civil, órgano integrante de la Presidencia de la República.

## Actividad internacional
Es presidente de la Comisión de Estupefacientes del Consejo Económico y Social de las Naciones Unidas para la Fiscalización Internacional de la Droga, (P.N.U.F.I.D). Organización de Naciones Unidas, y presidente de la Comisión Interamericana para el Control del Abuso de Drogas (C.I.C.A.D.) de la Organización de Estados Americanos (O.E.A.).
Fue primer vicepresidente de la Comisión Preparatoria de la Asamblea General de las Naciones Unidas para la elaboración de las Nuevas Estrategias Mundiales Antidrogas para el siglo XXI en Viena en marzo de 1997. También fue en 1998 presidente de la Comisión elaboradora de las Estrategias Hemisféricas para el Problema de las Drogas de la Organización de Estados Americanos, por mandato de la Primera Cumbre de Presidentes de la Américas, celebrada en Washington D. C., y representante por el Hemisferio Americano ante el comité de organización de la Asamblea Extraordinaria de las Naciones Unidas en Nueva York en junio de 1998, en la que representó a Uruguay y expuso en representación del presidente Julio María Sanguinetti.
Fue corredactor y representante plenipotenciario de la declaración ministerial de Las Américas sobre ilícitos financieros y lavado de dinero y activos conocida como Declaración de Buenos Aires. Representó a Uruguay en diferentes convenciones y acuerdos para la lucha contra el tráfico de drogas y los beneficios que reporta, así como para tratar de reducir la demanda de este producto ilegal.
Desde su asunción como Director de la Oficina Nacional de Servicio Civil (ONSC) en 2015, integra como representante uruguayo el Centro Latinoamericano de Administración para el Desarrollo (CLAD).

## Honores
Por su actividad nacional e internacional en la lucha contra las drogas y el crimen organizado fue condecorado por varios países y su actividad reconocida por varias organizaciones sociales.
Entre las condecoraciones recibidas se encuentran la “Orden de la Justicia y el Derecho” de Colombia la Orden de la Cruz del Sur de  Brasil, la “Orden al Mérito” de Francia y la “Cruz Blanca de la Orden al Mérito” de España.
Fue reconocido por Rotary International con la distinción “Paul Harris”, de la Fundación “Talentos para la Vida” de Argentina de la que es miembro de honor, como también del Panathlon Internacional.